# Aero 45
L'Aero 45 è un aereo da trasporto bimotore, ideato dall'azienda aeronautica Aero nei tardi anni quaranta, prima produzione nazionale cecoslovacca dopo la seconda guerra mondiale, che ebbe un notevole successo commerciale nell'esportazione. La designazione dell'aereo non costituisce una continuazione della numerazione anteguerra, ma fa riferimento all'allestimento a 4/5 posti della cabina di pilotaggio.

## Storia del progetto
Lo sviluppo di questo aeromobile ebbe luogo nel 1946. Disegnato da Jiří Bouzek, Ondřej Němec e František Vlk, è un monoplano metallico ad ala bassa non controventata, impennaggio con timone classico e con carrello d'atterraggio principale retrattile nelle gondole motori. Si caratterizza per una fusoliera a goccia ampiamente vetrata, probabilmente ispirata al Siebel Si 204 prodotto dalla Aero durante l'occupazione tedesca della seconda guerra mondiale.
Il prototipo, (OK-BCA, c/n Ae 45.1) effettuò il suo primo volo il 21 luglio 1947. Un secondo prototipo, (OK-CCA, c/n Ae 45.2) volò il 12 marzo 1948. I due prototipi attraversarono senza problemi l’Europa a fini promozionali durante l'estate 1948 e il primo esemplare di serie uscì dalla fabbrica il 16 aprile 1949.

## Impiego operativo
Dopo l'intenso utilizzo promozionale dei prototipi attraverso l'Europa, culminato nel raggiungimento di diversi record sportivi e la vittoria da parte del pilota collaudatore Jan Anderle con l'esemplare OK-DCL (49017) della corsa Norton Griffith in Gran Bretagna durante l'agosto 1949, l'aereo, ordinato in serie, riscosse successo anche in paesi al di fuori del blocco orientale, tra cui l'Italia e la Svizzera. In particolare, l'italiano Pier Paolo Brielli compì la prima traversata dell'Atlantico da parte di un aereo di costruzione cecoslovacca tra il 10 e l'11 agosto 1958, con un volo di 3.000 km dal Sud America a Dakar. Nel 1981 Jon Svensen compì il percorso inverso dall'Europa all'America.
Oltre all'utilizzo in patria, l'aereo venne quindi esportato in Cina, Francia, Germania Est, Italia, Polonia, Romania, Svizzera e Unione Sovietica, dove venne utilizzato in quantità per l'addestramento dei piloti. Un importante acquirente dell'Aero 45 fu l'Ungheria, dove venne denominato Kócsag (in lingua ungherese: airone). La produzione dell'aereo ebbe termine nel 1963.

## Versioni
- Aero 45 : Versione di base propulsa da due motori Walter Minor 4-III, 200 esemplari costruiti dalla Aero Vodochody fino al 1951.
- Aero 45S Super Aero : Evoluzione del precedente, dotata tra le altre cose di nuova avionica, con 228 esemplari costruiti tra il 1954 e il 1959 dalla Let Kunovice, perché la Aero era troppo occupata nella produzione del caccia MiG-15.
- Aero 145 : Questa designazione fu inizialmente riservata ad una versione più potente dell'Aero 45 con motore Walter 6-III da 160 hp sviluppata nel 1948/49, poi ripresa per una evoluzione dell’Aero 45S dotata di motore con compressore Walter (ma costruito dalla Avia) M332 da 140 hp. 162 esemplari prodotti dalla Let Kunovice dal 1957 al 1963, soprattutto per le necessità dell'Aeroflot.
- Aero 245 : Progetto con motore Walter 6-III da 160 hp, mai entrato in produzione.
- Aero 345 : Progetto mai entrato in produzione.
- Suingari-1 : Aero 45S prodotto senza licenza nella Repubblica Popolare Cinese per l'Esercito Popolare dal 1958.[1]

## Utilizzatori

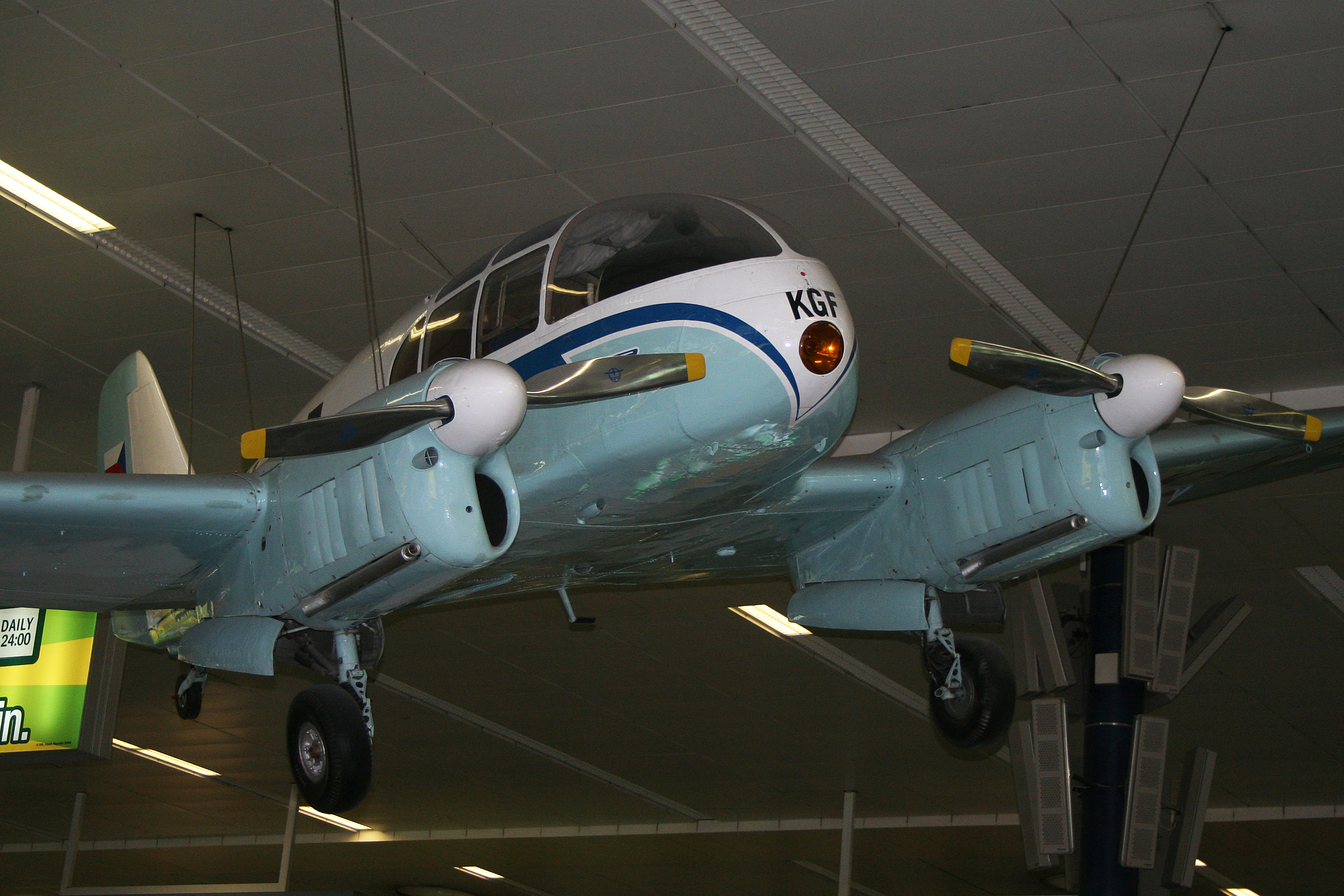
Aero 45S (numero di serie 04020, codice di registrazione degli aeromobili OK-KGF) esposto all'aeroporto di Praga-Ruzyně

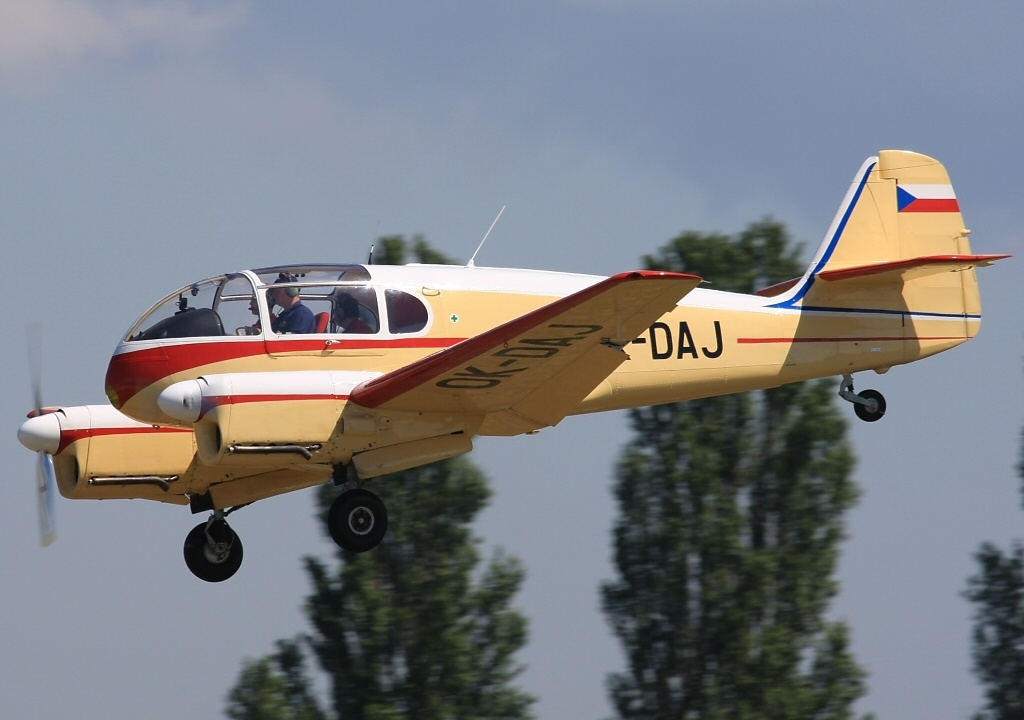
Aero 145 nel 2010

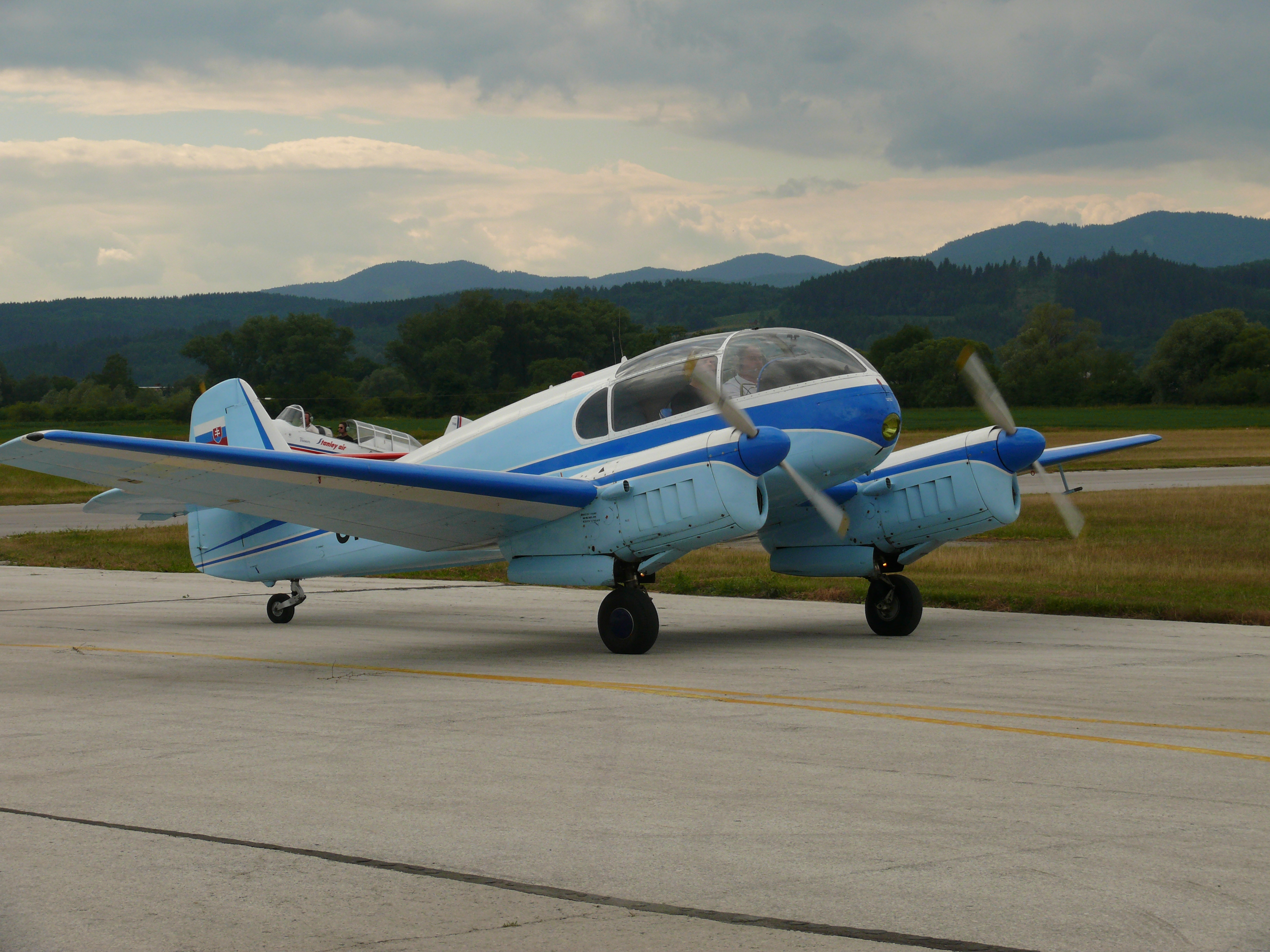
Aero 45 nel 2008 a Žilina

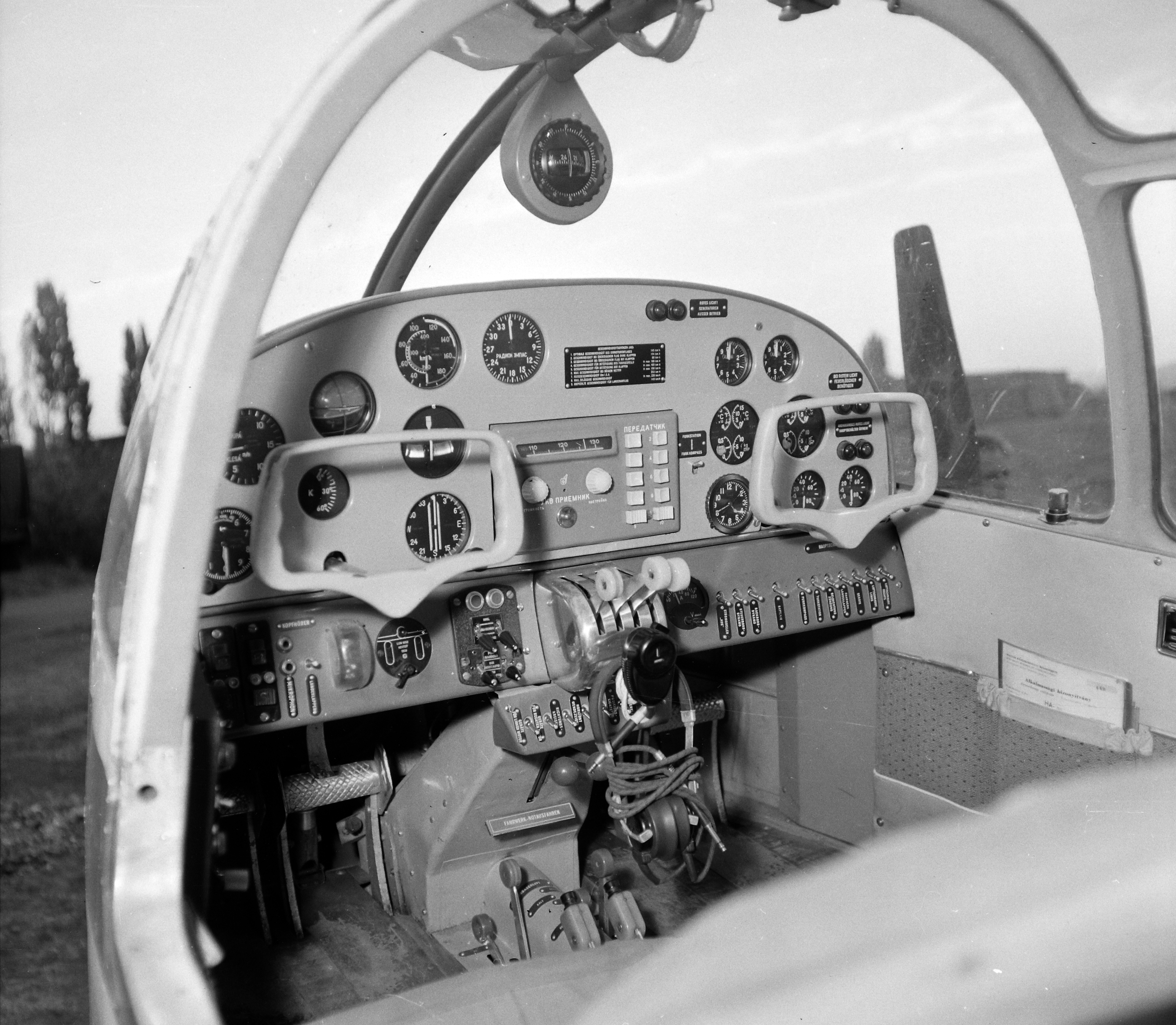
L'abitacolo in una foto del 1961

### Civili
Cecoslovacchia
 Germania Est
- Interflug

 Italia
 Malaysia
 Polonia
- Polskie Linie Lotnicze LOT utilizzò tre aerei dal 1952 al 1957

 Romania
 Slovenia
 Svizzera
 Ungheria
 Unione Sovietica
- Aeroflot

 Vietnam
- Vietnam Civil Aviation, oggi Vietnam Airlines

### Militari
Cecoslovacchia
- Češkoslovenske Vojenske Letectvo lo utilizzò come aereo da collegamento con la designazione K-75

 Cina
- Esercito Popolare di Liberazione operò con i Suingari-1

 Germania Est
- Luftstreitkräfte und Luftverteidigung der Deutschen Demokratischen Republik

 India
- Bhāratīya Vāyu Senā utilizzò un esemplare donato dalla Cecoslovacchia

 Romania
- Forţele Aeriene ale Republicii Populare Română

 Ungheria
- Magyar Néphadsereg légiereje

 Vietnam
- Không Quân Nhân Dân Việt Nam utilizzò tre esemplari cinesi